# Aethozoon pellucidum
Aethozoon pellucidum is een mosdiertjessoort uit de familie van de Aethozoidae. De wetenschappelijke naam van de soort is voor het eerst geldig gepubliceerd in 1978 door Hayward.